# 戴夫·戈德堡
大卫·布鲁斯·"戴夫"·戈德堡（英語：Dave Goldberg，1967年10月2日—2015年5月1日）是一位企业管理顾问和商人，是LAUNCH Media的创始人和SurveyMonkey的首席执行官，同时也是Facebook首席运营官雪莉·桑德伯格的丈夫。

## 早期生活和教育经历
戈德堡1967年10月2日出生于伊利诺伊州芝加哥并于明尼苏达州明尼阿波利斯长大。他的母亲宝拉·戈德堡是Pacer Center的联合创始人，他的父亲梅尔·戈德堡（1942——1998）是威廉·米切尔法学院的副院长和教授。他高中时，在明尼阿波利斯Star Tribune报纸实习过。1985年，戈德堡从明尼阿波利斯的布莱克学校毕业。1989年，他以优等成绩从哈佛大学毕业，主修历史和政治。戈德堡一生都是明尼苏达维京人队的忠实粉丝。

## 职业生涯
毕业之后，戈德堡在贝恩策略顾问工作了两年。他本打算之后去攻读法学院，但是最后转而加入了国会唱片担任市场战略经理并负责拓展新业务。1994年，他创立了LAUNCH Media，该公司于2001年被雅虎收购。戈德堡之后于2007年离开了雅虎并加入了
风险投资公司Benchmark Capital。2009年，他加入了SurveyMonkey任首席执行官。

## 个人生活
2004年，戈德堡和雪莉·桑德伯格结婚。他们共有两个孩子。

## 死亡和纪念活动
2015年5月1日，戈德堡和桑德伯格前往墨西哥度假，并入住蓬塔米塔的四季酒店。依据纳亚里特州检察官办公室的说法，他在健身馆运动时意外地从跑步机上跌落，头部受损且出血。当天稍晚些时候，他在努埃沃尔塔的一家医院离世。2015年5月2日，戈德堡的兄弟罗伯特·戈德堡在由蒂姆·布拉德肖为金融时报撰写的一篇文章中表示他的家庭正陷入难以置信的打击和悲伤之中。在一个希望人们在戴夫·戈德堡的Facebook的 个人主页上发布照片和悼念信息的帖子中，罗伯特·戈德堡写道“我们希望大家以一种尊重这个正在应对这一悲剧的家庭的隐私的方式来纪念戈德堡（In lieu of donations, we want to celebrate his life in a manner that respects the family’s privacy as they cope with this tragic, life changing event）”。整个硅谷社区都在社交媒体上发布了对戈德堡的赞颂。Facebook的一位发言人表示公司高管对这一消息“感到心痛“（heartbroken by this news）。Facebook首席执行官马克·扎克伯格在一个帖子中表示戈德堡是“一位了不起的人，我很高兴我认识他”（an amazing person and I am glad I got to know him）。推特首席执行官迪克·科斯特洛表 示“（戈德堡）是这个星球上真正伟大的人之一，戴夫是一个非常难以想象的杰出人物”（One of the truly great people on the planet, Dave was of almost unimaginably remarkable character）。领英首席执行官杰夫·韦纳表示“（戈德堡）是我所认识的最善良和慷慨的朋友之一”。
2015年5月5日，戈德堡的追悼会在斯坦福大学的斯坦福纪念礼堂举办。许多硅谷精英参加了这一追悼会，U2乐队的主唱博诺也参加了追悼会并演唱了歌曲One。演员本·阿弗莱克也参加了追悼会，他和戈德堡曾在非洲的一个慈善计划中一起工作。